# Papilio daedalus
Papilio daedalus är en fjärilsart som beskrevs av Felder 1861. Papilio daedalus ingår i släktet Papilio och familjen riddarfjärilar. Inga underarter finns listade i Catalogue of Life.

## Bildgalleri

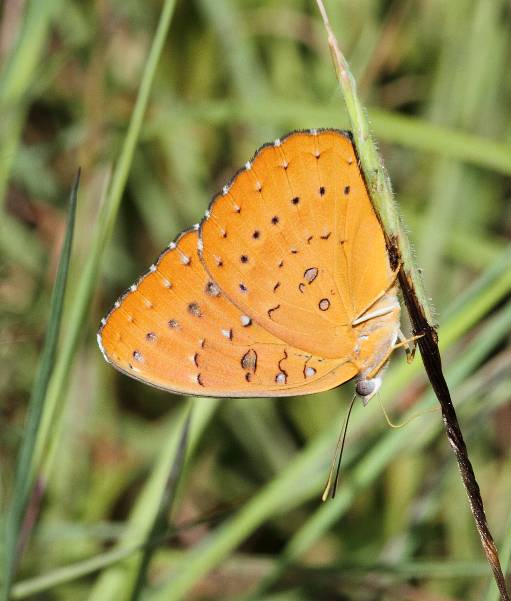